# Thomas Bickham
Thomas Bickham, også kendt som Tomboy (født 29. marts 1975 i Værløse), er en dansk drag queen, stylist, frisør, designer og tv-personlighed.
Bickham er oprindeligt uddannet beklædningsoperatør, men begyndte allerede som 19-årig at optræde som drag queen. Han har bl.a. medvirket i tv-programmerne Big Brother VIP, Hit med sangen og De Fantastiske 5, ligesom han har spillet med i flere tv-reklamer. Under navnet Tomboy udgav han i 2006 et album. 
Landsforeningen for Bøsser og Lesbiske kårede ham i 2003 til Årets Homo for hans optræden i Big Brother VIP.